# Divisió de Gulbarga
La divisió de Gulbarga és una de les quatre entitats administratives superiors de l'estat de Karnataka a l'Índia. La capital és la ciutat de Gulbarga. Està formada pels següents districtes:
- Districte de Bellary
- Districte de Bidar
- Districte de Gulbarga
- Districte de Koppal
- Districte de Raichur

Al segle xix i fins al 1956 fou una divisió de l'Estat de Hyderabad (a l'extrem sud-oest), anomenada també Divisió Meridional o del Sud (Southern Division). La capital ja era Gulbarga. La població era 1.946.737 habitants el 1881, 2.430.999 el 1891, i 2.462.834 el 1901. La superfície definida el 1901 era de 42.955 km² i llavors la integraven els districtes següents: 
- Districte de Gulbarga
- Districte de Lingsugur
- Districte d'Osmanabad
- Districte de Raichur

El 1905 fou reorganitzada i el districte de Lingsugur fou repartit entre els de Gulbarga i de Raichur (que va perdre la taluka de Yadgir a favor de Gulbarga), mentre hi fou incorporat el districte de Bidar. La superfície resultant fou de 54.548 km² i la població en 3.274.313 habitants. Formaven la divisió 32 ciutats i 5.652 pobles, sente les principals poblacions la capital, Gulbarga (29.228 habitants el 1901) i Raichur (22.165); altres llocs importants eren Osmanabad, Latur, Lingsugur, Tuljapur, Bidar i Homnabad. D'importància històrica eren Gulbarga, Raichur, Bidar, Kalyani, Udgir, Parenda, Mudgal, Surapur, Kohir i Anegundi.
L'1 de novembre de 1956 la major part de l'Estat de Hyderabad va passar a Andhra Pradesh però Gulbarga fou agregada a Mysore seguint criteris lingüístics. Mysore fou rebatejat Karnataka l'1 de novembre de 1973.